# La Grande Poésie
Pour plus de détails, voir Fiche technique et Distribution.
La Grande Poésie (titre original : Большая поэзия) est un film dramatique russe réalisée par Alexandre Lounguine et sortie en 2019.

## Synopsis
L'action se déroule dans une ville proche de Moscou. Deux amis militaires qui ont combattu à Louhansk travaillent maintenant comme encaisseurs dans une société de sécurité privée. Viktor, plus réservé, écrit des poèmes et fréquente un club de poésie. Lyokha, plus actif, se considère comme un rappeur et parie sur les combats de coqs, mais perd généralement. Un jour, les amis sont victimes d'un vol à la banque où ils sont venus ; Victor parvient à blesser l'un des voleurs, qui laisse tomber l'un des sacs d'argent. Pour avoir sauvé une partie de l'argent, la banque récompense Victor de 200 000 roubles, ce qui rend Lekha jaloux. Il demande à Victor une partie de l'argent et parie sur un combat de coqs, mais perd à nouveau.
Dans le cercle de poésie, Victor se rapproche d'Olga, une mère célibataire qui élève son fils. Le chef du cercle, Kechaïev, invite Olga et Victor à une lecture de poésie au cercle, où Victor interprète un poème intitulé « Lyokha, je suis ou je ne suis pas Lyokha », qui fait grande impression sur le public (on apprendra plus tard qu'il s'agit du poème de Lyokha). Victor et Olga sont invités à Moscou pour enregistrer un podcast avec des lectures de poèmes. Victor prend des vacances et part. Lyokha est contrarié par le fait que Victor « va vers les gens » et n'a toujours pas de perspectives, alors il prend l'argent restant de Victor dans son casier au travail et perd à nouveau tout dans des paris hasardeux. À Moscou, Victor, sentant qu'il n'est « qu'un clown » pour les blogueurs, au lieu de lire de la poésie, sort un couteau et se poignarde dans la paume de la main tout en se filmant en direct. La vidéo de cette scène obtient des centaines de milliers de vues sur YouTube, mais lorsque Victor revient, il apprend qu'il a été renvoyé du service de sécurité.
Pendant ce temps, Tsypine, le chef de la sécurité de la banque, persuade Lyokha de braquer un véhicule de collecte qui doit transporter 50 millions de roubles. Victor, de retour de Moscou, se réconcilie avec Lyokha et participe au braquage. Au cours du braquage, Victor tue le chef de la CPS (Rotny) et permet au second garde de s'échapper. Lorsqu'ils remettent l'argent à Tsypin, celui-ci tire sur Victor, mais réussit à blesser Tsypin également. Tsypin, qui avait déjà décidé de partir à l'étranger avec sa maîtresse, part avec tout l'argent à sa rencontre, mais perd ses forces et se tire une balle. Lyokha emmène Victor, mortellement blessé, en ville, où ils se réfugient dans une maison en construction. Avec ses dernières forces, Victor sort un pistolet et tire sur la police qui les a encerclés. Lyokha se rend et est arrêté.

## Fiche technique
- Titre français : La Grande Poésie ou De la grande poésie[1],[2]
- Titre original russe : Большая поэзия, Bolchaïa poèzia'[3]
- Réalisation : Alexandre Lounguine
- Scénario : Sergueï Ossipian
- Photographie : Vsevolod Kaptour (ru)
- Montage : Natalia Sajina, Albina Antipenko
- Musique : Stanislav Smirnov
- Production : Dmitri Gorelik, Violetta Krechtchetova, Pavel Lounguine, Sergueï Ossipian, Artiom Vassiiev
- Sociétés de production : Adresse Film
- Pays de production :  Russie
- Langue originale : russe
- Format : couleurs
- Genre : drame
- Durée : 123 minutes
- Dates de sortie : 
  - Russie : 11 juin 2019 (Kinotavr 2019)

## Distribution
- Alexandre Kouznetsov : Viktor
- Alexeï Filimonov (ru) : Liokha
- Fiodor Lavrov (ru) : Tsypine
- Ielena Makhova : Olga
- Ievgueni Syty (ru) : Commandant de compagnie
- Aleksandr Topouria : Ketchaïev